# Galeano (piłkarz)
Marcos Aurélio Galeano (ur. 28 marca 1972) – brazylijski piłkarz występujący na pozycji pomocnika.

## Kariera piłkarska
Od 1989 do 2008 roku występował w SE Palmeiras, Rio Branco, EC Juventude, Botafogo, Gamba Osaka, Ankaragücü, EC Bahia, Figueirense, Ponte Preta, Fortaleza, Goiás EC, Santo André, Joinville, Sertãozinho i Ituano.